# The Ardea
The Ardea, anteriormente 3720, es un rascacielos de apartamentos en el distrito South Waterfront de Portland, la ciudad más poblada del estado de Oregón (Estados Unidos). Se completó en marzo de 2009, sin embargo, se completó por fases permitiendo su ocupación a partir de agosto de 2008. Fue desarrollado por Gerding Edlen, diseñado por GBD Architects y construido por Hoffman Construction. Fue diseñado inicialmente para ser un edificio de condominios, pero se convirtió en apartamentos después de que la oferta de viviendas y condominios de Portland superó la demanda. Es con la John Ross Tower el séptimo edificio más alto de Portland.
Mide 99 metros y tiene 30 pisos, incluido un edificio adyacente de cinco pisos. La torre contará con 323 unidades, 380 estacionamientos subterráneos y más de 1.500 m² de local comercial en la planta baja.
El revestimiento exterior del edificio está construido con una variedad de materiales que incluyen paredes de ventana, muro cortina, paneles de hormigón prefabricado y un sistema de revestimiento de metal. Recibió un Premio a la Excelencia en Concreto en 2009 por la aplicación única de elementos prefabricados que recorren el exterior del edificio en dos bandas verticales en las caras norte y sur. Tras la revisión final, se prevé que este edificio reciba el estatus LEED Gold en el programa de Liderazgo en Energía y Diseño Ambiental (LEED) del U.S. Green Building Council.

## Precios y ocupación
A medida que el mercado de la vivienda se desaceleró en 2008, casi 3.000 condominios de lujo estaban a la venta. En octubre de 2008 se habían alquilado 50 de las 323 viviendas de Ardea. En marzo de 2009, los precios de 70 m² 1 recámara comenzaba en 1.350 dólares por mes y las unidades de 2 dormitorios y 1 baño tenían un precio de entre 2.260 y 2.650 dólares por mes.